# 宝丰县
宝丰县在中国河南省中部、北汝河流域，是平顶山市下辖的一个县。縣人民政府駐城关镇( 二零二一年改為父城街道 ).人民路178號。

## 歷史

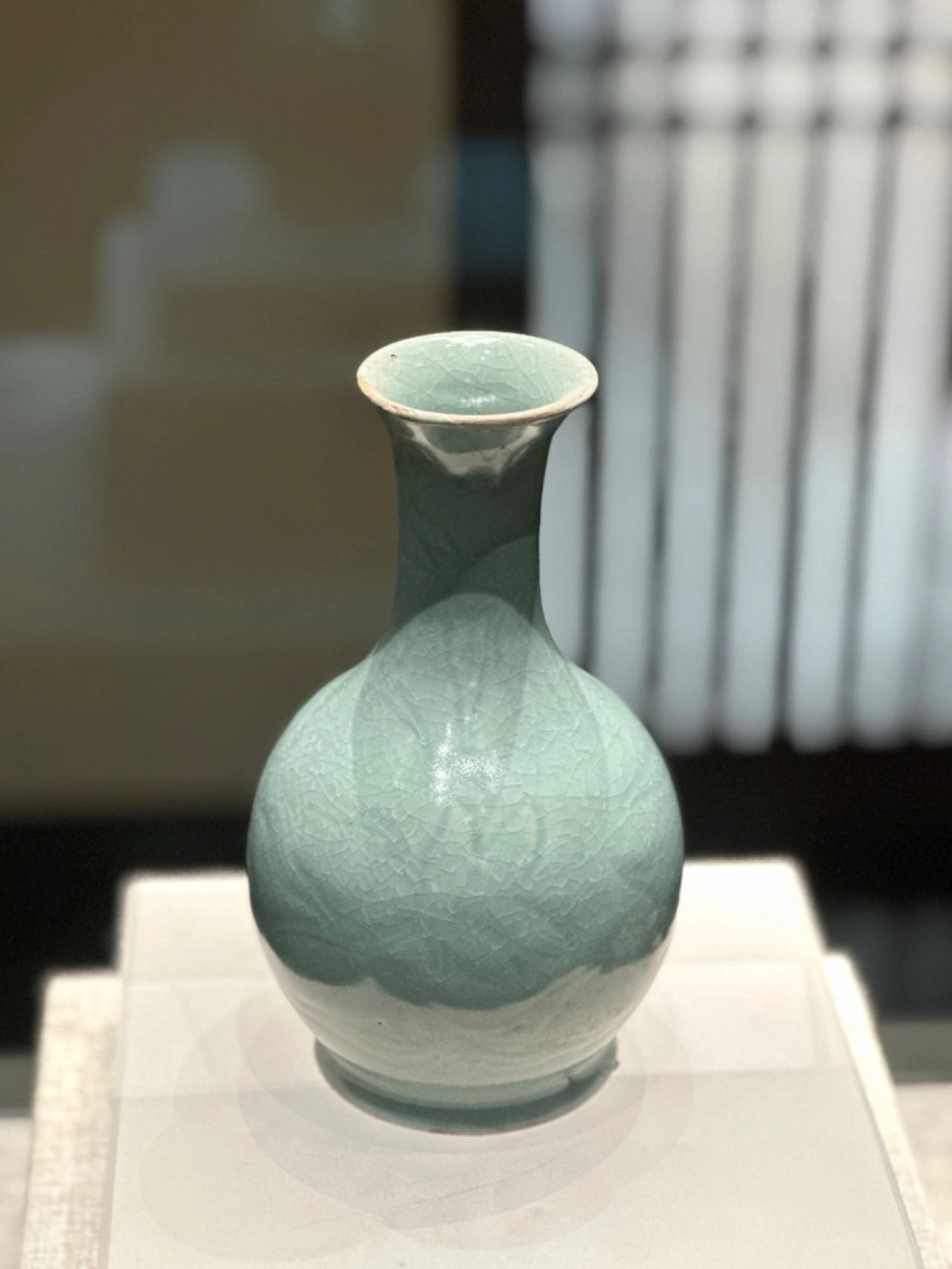
宝丰县清凉寺汝官窑遗址出土的汝窯天藍釉刻花鵝頸瓶，目前唯一考古发掘的完整的汝窑瓷器。

- 東周諸侯國楚平王時，隸屬楚國，名為「城父」。
- 漢朝時改为父城县地。
- 北朝至隋朝置汝南县，唐朝改龙兴县。
- 宋徽宗宣和二年（1120年），因当时县境内有白酒酿造，汝官瓷烧制，冶铁工场等，「宝货兴发」，天子赐名“宝丰县”。

本地的全国重点文物保护单位有：清凉寺汝官窑遗址。

## 人口
根據第七次人口普查數據，截至2020年11月1日零時，寶豐縣常住人口498157人。

## 行政区划
宝丰县下辖9个镇、3个乡：
铁路街道、父城街道、周庄镇、闹店镇、石桥镇、商酒务镇、大营镇、张八桥镇、文峰街道、赵庄镇、肖旗乡、前营乡和李庄乡。

## 知名企业
- 河南宝丰酒业
- 宝丰金叶烟草有限责任公司

## 经济情况
近年来由于该县优势的地理位置和丰富的人力资源，该县工业产值不断升高，经济地位也在逐年上升，经济排名在全省保持在30名左右并稳步上升。在平顶山市所管辖的四个县中，宝丰县经济排名第一。2014年1月16日，中郡县域经济研究所向社会公布了第13届中国中部(6省499个县市)百强县排序名单，宝丰县域经济基本竞争力排名第49位，比上届(2010年)公布的64位前移15个位次。

## 特色产业
- 宝丰县周营村，魔术产业；翟集醋。
- 宝丰酒：中国地理标志产品。

## 文化
宝丰县被誉为“中国曲艺之乡”、“中国魔术之乡”。每年一度的正月十三开始（持续到正月十六）的“马街书会”吸引全国各地的一千余名民间艺人说书、弹唱献艺，吸引几十万群众观看，为中华人民共和国国务院公布的“第一批国家级非物质文化遗产”。

## 延伸阅读
[在维基数据编辑]
 《清史稿·卷468》，出自趙爾巽《清史稿》